# 紀伊大島

紀伊大島の空中写真。画像左下対岸は潮岬の東岸。この写真が撮影された1975年（昭和50年）、くしもと大橋はまだ架橋されていない。
。1975年撮影の15枚を合成作成。

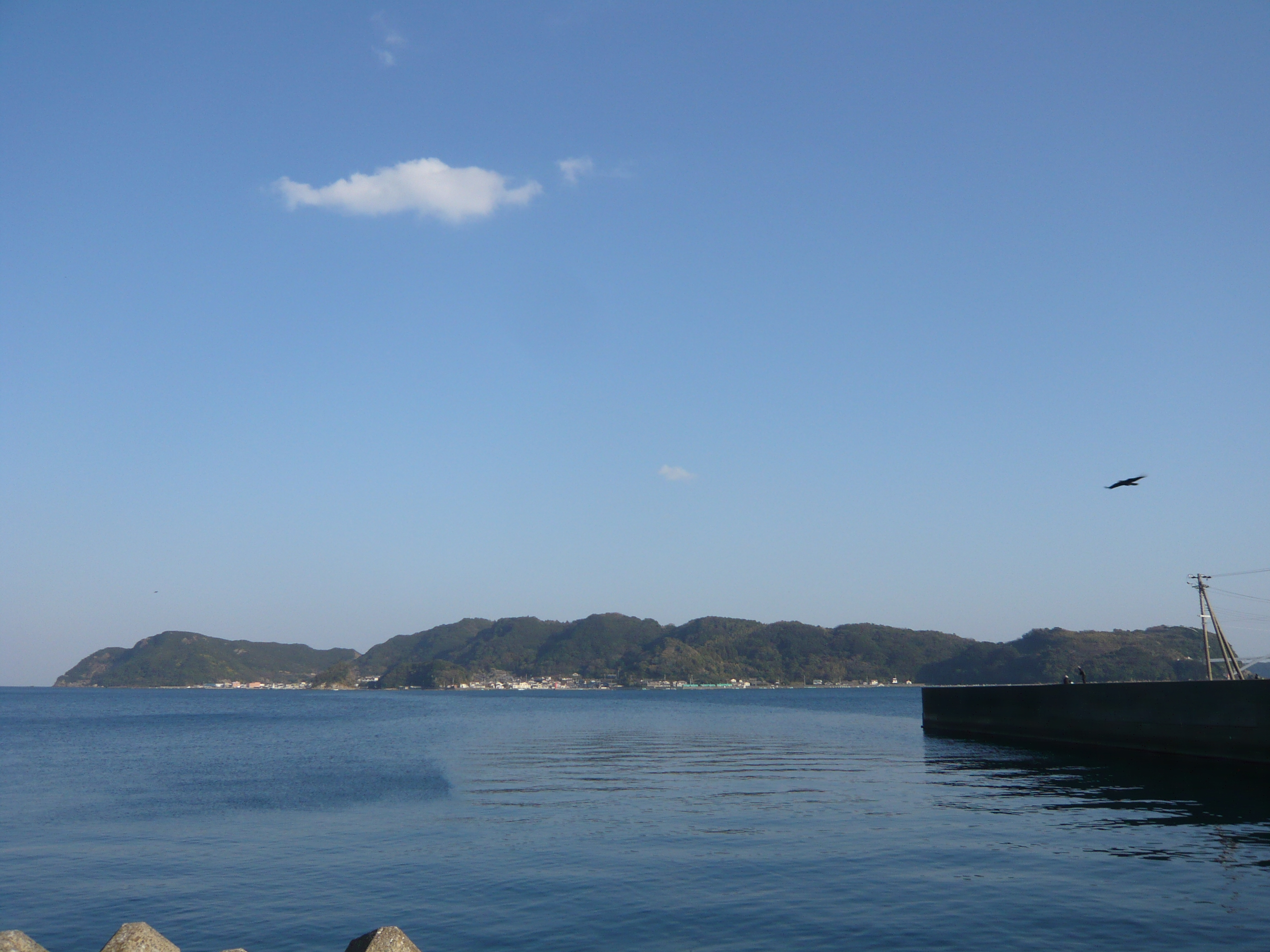
紀伊大島全景。串本港より

紀伊大島（きいおおしま）は和歌山県東牟婁郡串本町の沖合い約1.8 kmの海上に浮かぶ島である。本項ではかつて紀伊大島を村域とした大島村（おおしまむら）についても記述する。
面積はおよそ9.68 km2であり、周囲28km、和歌山県下の島としては最大となる。元来より大島と通称されているほか、串本大島とも呼ばれる。
人口はおよそ1,000人で、和歌山県で唯一の離島振興対策実施地域ともなっていた。台風銀座でもあり、1890年（明治23年）には台風を原因とするエルトゥールル号遭難事件が当島の沖で発生した。

## 地理
紀伊大島は潮岬と苗我島を隔てて東側に浮かんでおり、元来本州であったところからは最短でおよそ1.8 km、潮岬からは1kmほどしか離れていない。海岸線は島の西側の一部を除いて海食崖の発達が顕著に見られ、島の東端には樫野埼が大きく突き出しており、その附近には暗礁が散在している。海岸線は入り組んでおり、黒潮が潮岬にぶつかりその一部が本島にまで流れ込んでくることもあって魚が多く取れ、島内には農業への依存度の高い半農半漁の集落が点在している。島には耕地は100haほどあるが、そのうち60%ほどが畑である。
北部では地面の侵食が進んでいるが、南部には平坦な土地が残っており、樫野（かしの）・峰地（みねじ）・須江（すえ）の集落もある。面積は9.68 km2、周囲が28km、東西およそ8km、南北およそ2.5 kmである。

## 歴史
紀伊大島では古くから太地や串本からの漁師が入漁を行っていた。島の中心となる大島港は江戸時代から江戸から大坂にいたる航路における風待や避難のための港として廻船が多く寄港し、また漁港としても栄えていた。捕鯨も古くから行われており、捕鯨が盛んであった頃は、大島港に日本水産の捕鯨基地が置かれるような繁栄も見せていた。
1869年4月、リチャード・ブラントンの指揮、アーチバルド・ブランデルとコリン・アレクサンダー・マクヴェインの監督で樫野埼と半島側の潮岬で灯台建設が始まり、マクヴェインは簡単な滞在記を著している。また、同年10月にはイギリス海軍測量船『シルヴィア号』が帰港し、測量師ジェームス・バットが美しい水彩画を残している。
串本節にも歌われた、串本と大島を結ぶ巡航船は、潮岬から苗我島を経て紀伊大島に至るくしもと大橋が1999年（平成11年）9月8日に完成したことで、串本フェリーとともに廃止となり、現在は観光のための船となっている。

## 大島村

### 沿革
- 1889年（明治22年）4月1日 - 町村制の施行により、東牟婁郡大島浦・須江浦・樫野浦の区域をもって大島村が発足[1]。
- 1958年（昭和33年）1月15日 - 大島村が西牟婁郡串本町に編入。
- 2005年（平成17年）4月1日 - 串本町の合併に伴い[2]、再び東牟婁郡の所属となる。

## 観光

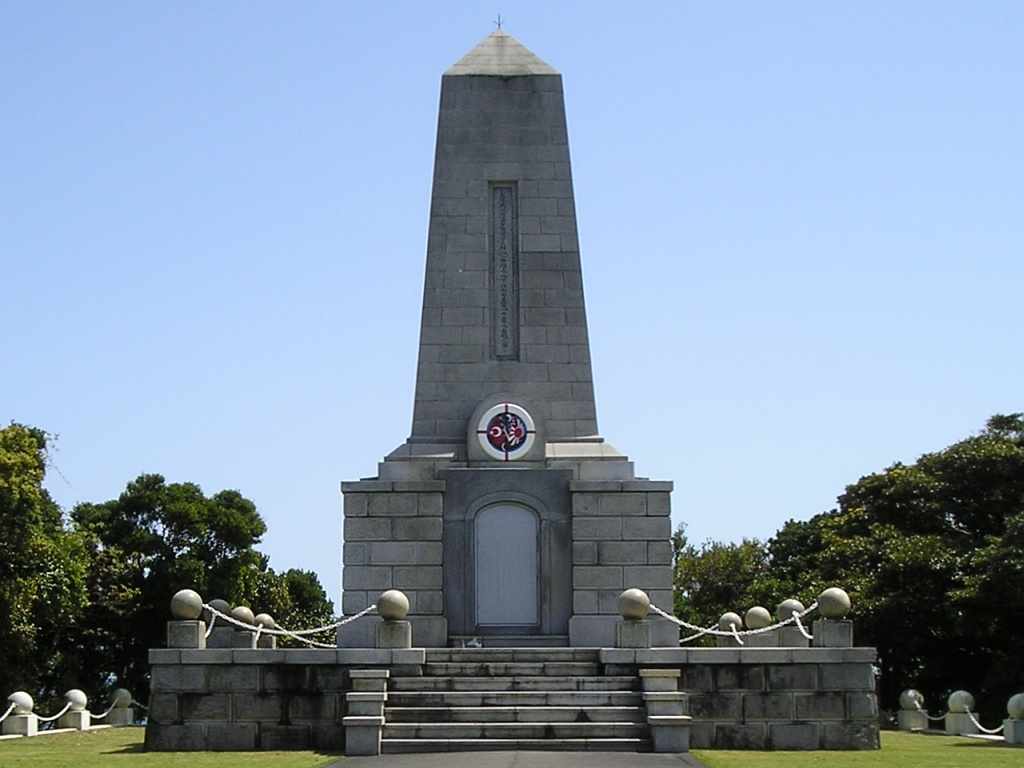
エルトゥールル号遭難慰霊碑

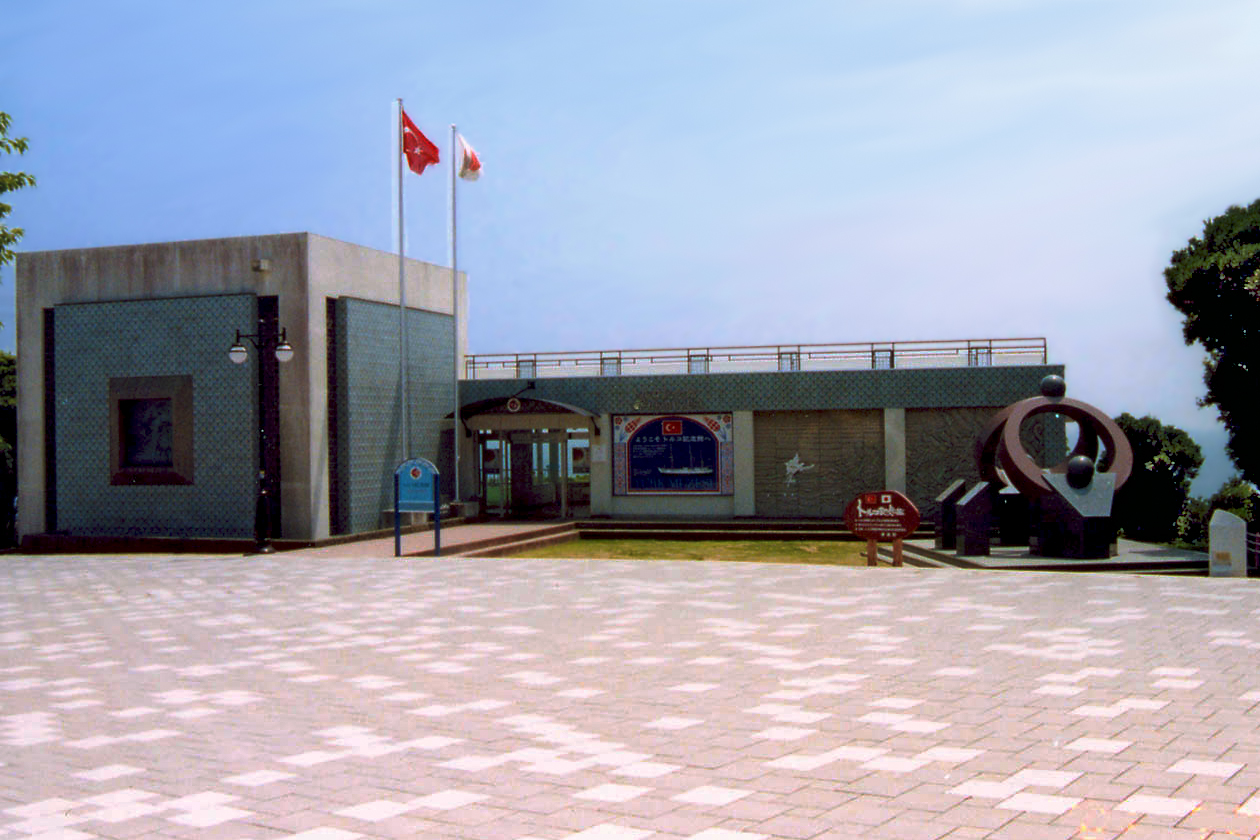
トルコ記念館

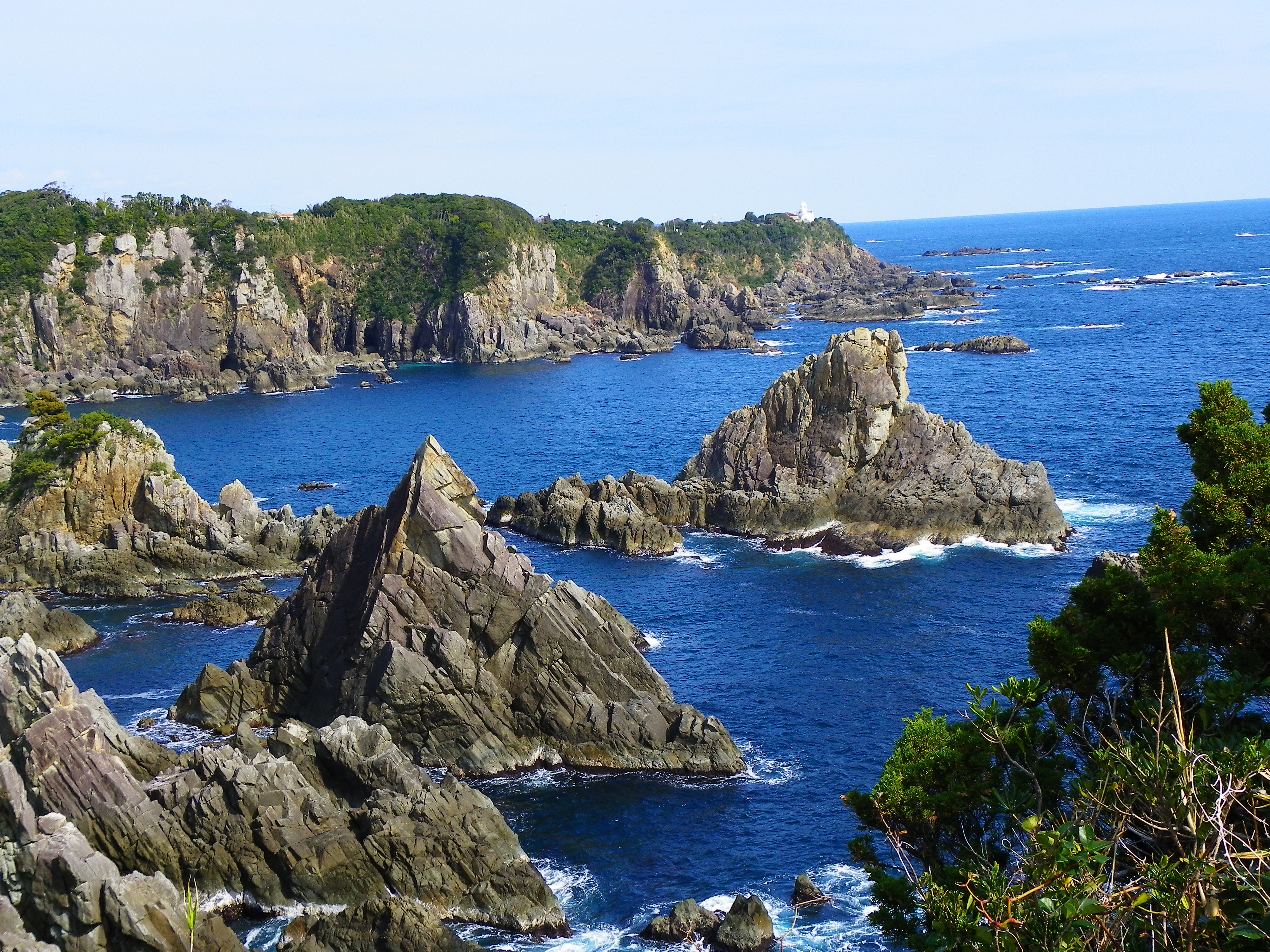
海金剛

紀伊大島は同じ串本町内の潮岬や橋杭岩などあわせて吉野熊野国立公園の一部となっている。海産物が多く海も美しいのでつりやスキューバダイビングを目的に紀伊大島を訪れる観光客も多い。
くしもと大橋
紀伊大島と本州の潮岬を結ぶくしもと大橋は、2つの橋からなり、それぞれの長さは潮岬側から386m（ループ橋）、290m（アーチ橋）となっている。本州とこの大島を橋で結ぶことは昔からの大願であったが、1999年（平成11年）9月8日に和歌山県道樫野串本線とともに開通した。この橋の開通によりそれまで巡航船やフェリーに頼っていた大島内の交通が圧倒的に便利になり本州側との格差が少なくなった。この橋は4代目スイフトのCM撮影場所となった。
蓮生寺（れんしょうじ）
島の西、大島港の附近には悲しい伝承に登場する遊女お雪の墓があることで知られる。臨済宗の寺である。
水門神社（みなとじんじゃ）
蓮生寺の南隣にある神社。祭神は誉田別命（ほむたわけのみこと）。櫂伝馬レースなどが毎年2月11日の「水門祭り」（和歌山県指定無形民俗文化財）の日に行われる。
樫野埼（かしのざき）
島の東端に突き出した樫野埼には1791年（寛政3年）に米国の商船「レディ・ワシントン号」が樫野埼に来航したことにちなみ、日米修交記念館が設置されている。樫野埼にはこのほか1890年（明治23年）にトルコ軍艦「エルトゥールル号」が紀伊大島樫野埼灯台東方沖で遭難し587名もの犠牲を出したエルトゥールル号遭難事件を記念するトルコ軍艦遭難者慰霊碑およびトルコ記念館、また1870年（明治3年）に点灯した日本最古の石造灯台である樫野埼灯台もある。
海金剛（うみこんごう）
島の南側の海岸には断崖絶壁が海際に連なり荒波にもまれている海金剛がある。近くの鷹ノ巣展望台からこの様子を眺望眺できる。
その他
島の中央北部には大森山（標高約171.2m）、中央南部には須江白野海水浴場があり、そのほかにも島内には京都大学の亜熱帯植物の植物園を併設した紀伊大島実験所や、航空自衛隊中部航空警戒管制団のレーダー基地などがある。

## 文化財
トルコ軍艦遭難者墓地 - 県指定史跡（1959年〈昭和34年〉1月8日指定）
大島水門祭（みなとまつり） - 県指定無形民俗文化財（1972年〈昭和47年〉4月13 日指定）
- 櫂伝馬競漕（かいてんまきょうそう） - 大島港より、大島・串本間往復およそ3.8 kmを「鳳」「隼」2隻の櫂伝馬が競争する[4][7]。

## 学校
島には以下の学校がある。
- 串本町立大島小学校

## 交通
本州とつながる潮岬からくしもと大橋が延びている。公共交通機関は、くしもと町立病院 - 串本駅 - 樫野灯台口間に串本町コミュニティバスが1日6往復運行されている。串本の駅前にはこの紀伊大島にある大島タクシーの車が待っていることが多い。